# 史丹利·普瑞納斯
史丹利·普瑞納斯（英語：Stanley Praimnath；1956年10月27日—）是一名蓋亞那裔美國銀行管理人員，2001年九一一襲擊事件發生時他在世界貿易中心南塔81樓上班，當時聯合航空175號班機撞入南塔78樓至84樓，他成為撞擊區域內部少數的倖存者。

## 早年
史丹利·普瑞納斯在蓋亞那出生，24歲時他來到紐約追尋美國夢。他與妻子珍妮佛（Jennifer）在長島定居，育有兩女。九一一襲擊事件發生時，他在富士銀行擔任協理職位，且已經在世界貿易中心南塔工作了13年。

## 九一一襲擊事件

### 飛機撞擊與受困

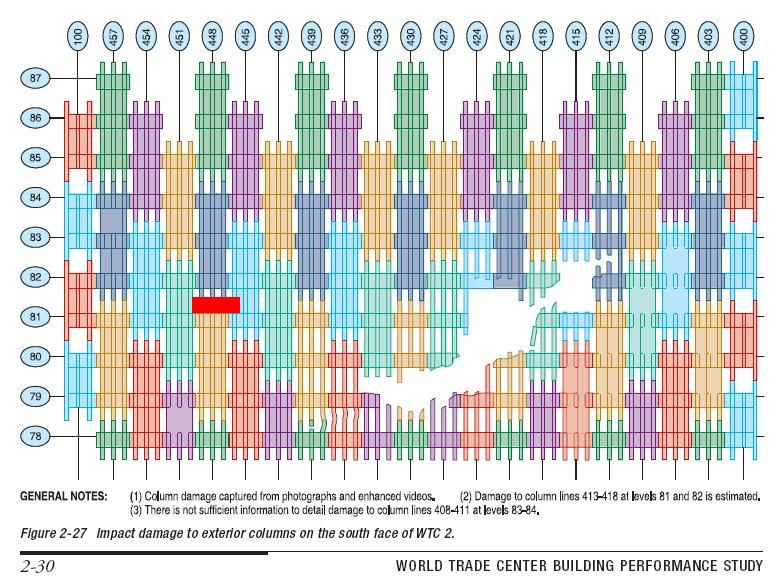
普瑞納斯辦公室所在位置示意圖

美國航空11號班機於2001年9月11日8點46分撞入北塔，當時位於南塔81樓富士銀行辦公室的普瑞納斯並沒有察覺異狀，直到家人打電話確認他的安危，他才注意到窗外北塔的滾滾濃煙。他與其他同事搭乘電梯來到一樓，卻被一樓的保全告知南塔很安全，他們最好回去辦公室以免妨礙北塔人員疏散，於是他們又搭電梯回到了81樓。9點02分，當普瑞納斯在辦公室講電話時，目擊到窗外一架飛機直直向自己衝來，距離近到他甚至能看到飛機上聯合航空的標誌。他即時做出反應躲到辦公桌底下。聯合航空175號班機左翼切開他的辦公室，最終卡在距離他六公尺的門內，而普瑞納斯奇蹟似地僅受到一點輕傷。然而，周遭的大樓碎塊形成一堵牆，使他無法自力逃離辦公室。
另一邊，來自84樓歐元證券公司（Euro Brokers Inc）的布萊恩·克拉克與他的數名同事正在81樓的樓梯間爭論是要向上還是向下逃難。此時克拉克注意到普瑞納斯的微弱呼救聲，於是他與爭論中的眾人分開，找了同事榮恩·迪法蘭西斯科（Ron DiFrancesco）一同進入81樓救援。克拉克的其他同事後來決定向上走，最終全數遇難，因為當時屋頂並沒有任何逃生手段。而迪法蘭西斯科也在進入81樓後不久因濃煙而退出，因此僅剩克拉克一人試圖協助普瑞納斯。
而留下來的克拉克與普瑞納斯之間仍有那堵牆存在，普瑞納斯若想獲救，就只能靠他自己跳起來翻過那道牆。普瑞納斯本人並沒有信心，但在克拉克的鼓勵下，他連續嘗試了好幾次跳躍，還弄傷了手掌。最後一次跳躍時，克拉克伸手勾住普瑞納斯，使勁將他拉到了牆的這一端。普瑞納斯當下情緒激動，給了克拉克一個大大的擁抱和親吻。普瑞納斯表示他們將會是一輩子的兄弟，而克拉克也對此表示同意。

### 下樓
之後兩人開始往樓梯間走去。此前克拉克已被告知樓梯向下的路段被火焰和煙霧擋住了，但兩人想親眼確認樓梯的狀況。樓梯間裡有煙霧和阻塞通道的石膏板碎塊，雖然需要移開碎塊才能前進，但並不是無法通過。下到44樓的空中大廳，兩人見到一名受傷躺在地上的男性和另一名正在照顧他的男性，後者拜託普瑞納斯他們打電話找人上來幫忙，而普瑞納斯與克拉克答應了。於是他們下到31樓的歐本海默基金辦公室，在這裡他們發現辦公室內的電話能夠運作，此時約為9點40分。兩人先打電話跟妻子報平安，之後克拉克撥打了911求救電話，請求對方派人到44樓幫忙。
普瑞納斯與克拉克花了約四分鐘打電話，此時距離南塔倒塌僅剩約15分鐘，但當時兩人對此並不知情，於是克拉克提議慢慢行走以免受傷。9點55分，兩人抵達一樓大廳，有個女人告訴他們安全離開大樓的路線，於是它們以正常的速度行走，中間遭遇許多消防員、警察和撤離者，沒有人用奔跑的，現場氣氛也並不急迫。9點56分，普瑞納斯與克拉克離開世界貿易中心。他們走到兩個街區外，普瑞納斯在這時表示建築物可能會倒塌，而克拉克則否定這個看法，強調建築物相當堅固，但他的話還沒說完南塔便開始崩塌了。克拉克與普瑞納斯在南塔倒塌前三分鐘離開，是倒數第四位與第三位離開南塔大樓的人。在後來的救援行動中，救難人員沒有在倒塌的南塔廢墟內發現任何倖存者。

### 事件過後
當南塔大樓倒塌時，巨大的塵埃海嘯席捲了整個城市，兩人跟著人群逃進百老匯42號（42 Broadway）躲避塵埃，並在那裏交換了名片，之後兩人在人群內走散。克拉克回到他在紐澤西州的家，而普瑞納斯則因身上的傷勢而被送往醫院。當天午夜過後，普瑞納斯出院並回到家中，他打了名片上的電話號碼與克拉克聯絡。普瑞納斯與克拉克在九一一襲擊事件發生前互不相識，而在事件過後，他們成為了非常要好的朋友，也常常一同出現在電視節目與紀錄片中講述他倆的故事。
2007年，普瑞納斯離開富士銀行，轉往蘇格蘭皇家銀行任職。他大多數的閒暇時間都花在教會與學校的演講上，並擁有神召會牧師資格。

## 大眾文化
- 《雙塔之內（英语：9/11: The Twin Towers）》（2006年），BBC紀錄片，片中普瑞納斯由內特·里斯（Nate Reese）飾演[14]。
- 《United by 9/11》（2006年），紀錄片[19]。
- 《911美國夢魘（英语：9/11: One Day in America）》（2021年），國家地理頻道紀錄片。

### 腳註
1. ↑  . The New York Times. 2002-05-26.
2. 1 2 3  Free, Cathy. . People. 2017-09-11  [2024-02-03]. （原始内容存档于2019-08-14）.
3. ↑  . The New York Times. 2002-05-26  [2024-02-03]. （原始内容存档于2024-06-28）.
4. ↑  Praimnath, Stanley. . 9/11 Tribute Museum YouTube channel. YouTube. 2015-02-26  [2012-03-19]. （原始内容存档于2021-12-12）.
5. ↑  . Tunnel to Towers Foundation.   [2024-02-03].
6. ↑  Lopes, Christina. . CTV News. 2002-09-06  [2007-08-05]. （原始内容存档于2007-08-09）.
7. ↑  Paltrow, Scot J.; Journal, Queena Sook Kim Staff Reporters of The Wall Street. . Wall Street Journal. 2001-10-23  [2016-07-14]. ISSN 0099-9660. （原始内容存档于2021-08-13）.
8. ↑  . GovInfo.gov. U.S. Government Printing Office: 279. 2004-07-22  [2023-06-30]. （原始内容存档于2024-07-08）.
9. 1 2 3  . PBS Nova.   [2007-08-05]. （原始内容存档于2011-03-09）.
10. ↑  Thomas Meyer, José García Morales. . Temple Lodge Publishing. 2005: 118–119  [2011-04-01]. ISBN 978-1-902636-66-5.
11. ↑  John F. Dovidio. . Routledge. 2006: 1  [2011-04-01]. ISBN 978-0-8058-4935-6. Other ordinary citizens simply rose to the occasion.  Brian Clark, a vice-president for a brokerage firm, heard someone call for help as he struggled down the stairway and found Stanley Praimnath trapped behind a pile of heavy debris.
12. ↑  Ron Hutchcraft. . 慕迪聖經學院. 2007: 55  [2011-04-01]. ISBN 978-0-8024-3649-8. Meanwhile, Brian Clark had just made it as far as the stairwell outside the 81st floor where he heard Stanley's cries for help.  In spite of his vulnerability to dust and smoke because of his asthma and allergies, the broker entered that floor and went to work to free the man trapped in the rubble.
13. ↑  Laurence Gonzales. . W. W. Norton & Company. 2003: 76, 172  [2011-04-01]. ISBN 978-0-393-05276-3. Brian Clark.
14. 1 2  . Youtube. 2006. （原始内容存档于2021-12-22）.
15. ↑  . BBC. 2011-09-05  [2015-09-03].
16. ↑  . www.usatoday.com.   [2022-09-17].
17. ↑  Kolker, Robert. . New York. 2011-08-27  [2024-02-03]. （原始内容存档于2024-02-03）.
18. ↑  Robert Kolker. . New York. 2011-08-27  [2024-02-03]. （原始内容存档于2011-09-25）.
19. ↑  . Hulu. 2006  [2014-09-11]. （原始内容存档于2014-09-12）.

### 延伸閱讀
- Okwu, Michael. . CNN. 2002-09-09  [2007-08-05]. （原始内容存档于2007-08-27）.